# Großkopf-Ringelnatter
Die Großkopf-Ringelnatter (Natrix megalocephala) zählt innerhalb der Familie der Nattern (Colubridae) zur Gattung der Europäischen Wassernattern (Natrix). Der taxonomische Status dieser 1987 von russischen Autoren beschriebenen Art ist umstritten. Möglicherweise handelt es sich nur um eine Unterart der Ringelnatter (Natrix natrix), mutmaßlich um besonders kräftige Exemplare der Sibirischen Ringelnatter (Natrix n. scutata). Ihre Verbreitung beschränkt sich auf den kaukasischen Raum.

## Merkmale
Diese Schlange erreicht eine Körperlänge von 80 bis 120 Zentimetern. Sie ist relativ kräftig gebaut – auffällig ist der verhältnismäßig große Kopf des Tieres. Dieser weist vergrößerte Schilder mit feinem Reliefmuster auf der Oberseite, ein Voraugenschild (Praeoculare), drei Hinteraugenschilder (Postocularia) und sieben bis acht Oberlippenschilder (Supralabialia) auf. Die letzten drei Oberlippenschilder sind sehr groß und das dritte und vierte stoßen an den Augenrand. Die Augen haben eine runde Pupille. Der gesamte Rücken, die Flanken sowie die Kopfoberseite sind einheitlich schwarz gefärbt. Kopfunterseite, Unterlippenschilder (Sublabialia) und zum Teil die Oberlippenschilder sind hell gefärbt. Die Bauchschuppen (Ventralschilder) sind grauschwarz und hell gefleckt, zur Schwanzspitze hin aber rein schwarz. Die Körperschuppen der Großkopf-Ringelnatter sind glatt, sie besitzt 18 bis 19 Rückenschuppenreihen.

## Lebensweise
Die bodenbewohnende Großkopf-Ringelnatter führt eine tagaktive und scheue Lebensweise, hält sich bei großer Hitze jedoch tagsüber meist im Schatten auf. Bei Bedrohung flieht die Schlange in Fließgewässer und versteckt sich auch unter Wasser. Im Tiefland hält sie eine Winterruhe von knapp vier Monaten, in Gebirgslagen sieben Monate, von Ende September bis Ende April. Zu ihrem Beutespektrum zählen Schwanzlurche und Froschlurche, gelegentlich auch Fische. Die Großkopf-Ringelnatter ist ovipar, also eierlegend. Das Gelege kann bis 15 vergleichsweise große Eier umfassen.

## Vorkommen
Die Großkopf-Ringelnatter ist innerhalb der Kaukasus-Schwarzmeer-Region in Aserbaidschan, Georgien, Russland und in der Türkei verbreitet. Die Lebensräume sind Auwälder, gewässernahe, lichte Wälder mit immergrünem Unterholz, Waldränder und Waldwiesen. Als Kulturfolgerin trifft man sie auch an Feldrändern oder auf Teeplantagen an. Im Kaukasusgebirge dringt die Großkopf-Ringelnatter bis in Höhen von 1500 Metern vor.

## Gefährdung
Natrix megalocephala ist allgemein nicht sehr zahlreich und der Bestand ist rückläufig. Das Hauptproblem sind eingeführte Waschbären, die starke Nahrungskonkurrenten darstellen, sowie der Verlust von Lebensräumen als Folge des Tourismus entlang der Schwarzmeerküste. Die Weltnaturschutzunion (IUCN) listet die Art als „vulnerable“, also gefährdet.